# Воля-Бужецька
Воля-Бужецька (пол. Wola Burzecka) — село в Польщі, у гміні Войцешкув Луківського повіту Люблінського воєводства.
Населення — 638 осіб (2011).
У 1975-1998 роках село належало до Седлецького воєводства.

## Демографія
Демографічна структура станом на 31 березня 2011 року:
|          | Загалом | Допрацездатний вік | Працездатний вік | Постпрацездатний вік |
| -------- | ------- | ------------------ | ---------------- | -------------------- |
| Чоловіки | 328     | 82                 | 207              | 39                   |
| Жінки    | 310     | 81                 | 157              | 72                   |
| Разом    | 638     | 163                | 364              | 111                  |